# 4373 Crespo
4373 Crespo este un asteroid din centura principală, descoperit pe 14 august 1985 de Edward Bowell.